# Salvador Servià
Salvador Servià i Costa (29 de junio de 1944, Pals, Gerona) es un deportista, economista y político español. Ha sido administrador de Servià Cantó, S.A. desde 1968 y de Moviterra, S.A. desde 1969. Ha logrado títulos en el Campeonato de España de Rallyes sobre asfalto en 1985 y 1986. Desde 2011, es el director general del Circuito de Cataluña. Como político, fue elegido senador por la provincia de Gerona por Convergència i Unió. Su hermano Josep Maria Servià también es un destacado corredor de raids, así como su hijo Oriol Servià.

## Trayectoria
Servià debutó en los rallies en 1969. Obtuvo el Campeonato de España de Rallyes de 1985 y 1986 a bordo de un Lancia 037, frente a pilotos como la entonces joven promesa Carlos Sainz, y subcampeón en 1987. Además, obtuvo victorias en el Rally Cataluña de 1984, el Rally de Madeira de 1985 y el Rally Costa Brava de 1987, y logró otros podios en el Campeonato de Europa de Rally, terminando tercero en el campeonato 1985 y cuarto en 1984.
También compitió en pruebas del Campeonato del Mundo de Rally. Su mejor resultado fue un séptimo puesto en el Rally de Monte Carlo, aunque obtuvo un tercer puesto en el Rally Cataluña de 1994, cuando este era puntuable solo para el Campeonato Mundial de 2 litros. También obtuvo victorias de clase en el Rally de Monte Carlo de 1982 y 1983.
Luego pasó a competir en Rally raid. Ha participado en 17 ocasiones en el Rally Dakar, resultando quinto en 1996 con el equipo oficial Citroën, y sexto en 1993 con un  Lada Samara y en 1997 con un Nissan Patrol. Además, obtuvo el título en el Campeonato de España de Rally Todo Terreno 1992, y la clase Maratón de la Copa Mundial de Rally Todo Terreno 1993.

## Resultados

### Campeonato Mundial de Rally
| Año         | Equipo | Vehículo         | 1       | Posici. | Puntos |
| ----------- | ------ | ---------------- | ------- | ------- | ------ |
| 1973        |        | Seat 127         | MON Ret | -       | 0      |
| 1977        |        | Seat 1430 / 1800 | MON 7   | -       | 0      |
| 1978        |        | Fiat 131 Abarth  | MON 12  | -       | 0      |
| 1979        |        | Fiat 131 Abarth  | MON Ret | -       | 0      |
| 1980        |        | Ford Fiesta      | MON 9   | 57.º    | 2      |
| 1981        |        | Ford Fiesta      | MON 22  | -       | 0      |
| 1982        |        | Ford Fiesta      | MON 14  | -       | 0      |
| 1983        |        | Opel Ascona 400  | MON 10  | -       | 0      |
| 1984        |        | Opel Manta 400   | MON 79  | -       | 0      |
| 1986        |        | Lancia Rally 037 | MON 7   | 45.º    | 4      |
| Referencias |        |                  |         |         |        |

### Campeonato de Europa de Rally
| Año  | Equipo | Vehículo            | 1     | 2     | 3       | Posici. |
| ---- | ------ | ------------------- | ----- | ----- | ------- | ------- |
| 1984 | ?      | Autobianchi A110    | PDA 1 | CAT 1 |         | 4.º     |
| 1985 | ?      | Jolly Club          | PDA 1 | POR 1 | CAT Ret | 3.º     |
| 1986 | ?      | Seat 600 D          | RCB 1 | CAL 1 |         | 11.º    |
| 1986 | ?      | Lancia Rally 037    |       |       | CAT 3   | 11.º    |
| 1987 | ?      | Volkswagen Golf GT1 | CBR 1 |       |         | 11.º    |

### Campeonato de España de Rally
| Año  | Equipo              | Automóvil               | 1       | 2       | 3       | 4       | 5     | 6       | 7       | 8       | 9       | 10    | 11      | 12      | 13      | 14    | 15    | 16    | 17  | 18      | 19    | 20      | 21    | 22  | 23  | 24  | 25  | 26    | 27      | 28  | Pos. | Puntos |
| ---- | ------------------- | ----------------------- | ------- | ------- | ------- | ------- | ----- | ------- | ------- | ------- | ------- | ----- | ------- | ------- | ------- | ----- | ----- | ----- | --- | ------- | ----- | ------- | ----- | --- | --- | --- | --- | ----- | ------- | --- | ---- | ------ |
| 1977 |                     | Seat 1430 / 1800        | MAS     | COS Ret | VCN     | CMG 4   | FAL   | FIR 4   | 500     | CLB Ret | CRI     | OUR   | FER     | ESP 2   | VIR 2   | CAT 4 | CDS 5 |       |     |         |       |         |       |     |     |     |     |       |         |     | 5.º  | 245,9  |
| 1978 | RAC Cataluña        | Fiat 131 Abarth         | COB Ret | VCN     | CMG 5   | MAS     | FAL   | 500     | CLB     | CLR     | OUR     | FER   | ESP     | 2VI     | CAT Ret | SOL   |       |       |     |         |       |         |       |     |     |     |     |       |         |     |      |        |
| 1979 |                     | Ford Fiesta MK1 1600S   | VCN     | COB     | MAS     | CMG     | FAL   | FIR     | 500     | CLB     | CLR     | OUR   | FER     | SAC     | RBX     | MAN   | PDA   | ECI   | IDT | ESP     | 2VI   | CAT Ret | SHA   |     |     |     |     |       |         |     |      |        |
| 1980 | RAC Cataluña        | Ford Fiesta MK1 1600S   | COB     | VCN     | CMG     | SAC     | 500 4 | MAS     | CLB 6   | SMO     | OUR 2   | RIO 3 | CS      | FAL     | RIA     | FER   | MAN   | PDA 2 | TEN | ECI     | ESP 3 | VIR Ret | CAT 2 | SHA |     |     |     |       |         |     | 3.º  | 287    |
| 1981 | Concesionarios Ford | Ford Fiesta MK1 1600S   | CBR Ret | GUI 1   | RAC Ret | MAS     | RCS 4 | FLL     | CLB 7   | SMO Ret | OUR 5   | RIO 2 | PDA 4   | ECI     | IDT     | SAC   | CAT 3 | SHA   |     |         |       |         |       |     |     |     |     |       |         |     | 3.º  | 230    |
| 1982 | Concesionarios Ford | Ford Fiesta MK1 1600S   | CBR 4   | VSN     | RAC 7   | CMG     | GNH   | TLV     | SRM Ret | CSC     | MSP     | FLL 3 | MLG     | CLB Ret | VAR     | VLL   | ORN   | RCS 3 | CLR | RBX Ret | SNA   | PRA     | CNR   | TNF | 5NA | SVM | 2VR | CAT 5 | MAD Ret | CDS | 6.º  | 8150   |
| 1983 | Concesionarios Ford | Ford Escort RS1600i     | COB     | RAC     | FAL     | CMG     | SMO   | VCN     | CLB     | OUR 3   | LLA Ret | GIB   | RIO 5   | SAG     | PDA 7   | IDT   | ECI   | CAT 6 | CTO | GIR 3   | SHA   |         |       |     |     |     |     |       |         |     | 9.º  | 404    |
| 1984 | RAC Cataluña        | Opel Manta 400          | COS 1   | RAC Ret | CMG 3   | SMO     | CLB   | LLA 2   | SAG     | PDA 1   | CAT 1   | ECI   | VCN Ret | GIR 1   |         |       |       |       |     |         |       |         |       |     |     |     |     |       |         |     | 2.º  | 1263   |
| 1985 | RACC Bendiberica    | Lancia 037 Rally        | CBR 1   | COB 1   | GIR 1   | SMO 1   | VCN 2 | LLA     | ECO 2   | CST 2   | PDA 1   | SFR 1 | CAT Ret | VAL 1   |         |       |       |       |     |         |       |         |       |     |     |     |     |       |         |     | 1º   | 1581   |
| 1986 | RACC Bendiberica    | Lancia 037 Rally        | CBR 2   | COB 1   | PAL 1   | SMO     | LLA 1 | CAN     | ECO Ret | PDA Ret | SFR 1   | CAT 2 | VAL 2   |         |         |       |       |       |     |         |       |         |       |     |     |     |     |       |         |     | 1º   | 1424   |
| 1987 | SEAT Sport          | Volkswagen Golf GTi 16V | CBR 1   | ARO 1   | SMO     | CAJ Ret | LLA 2 | ECO Ret | CAN 5   | PDA Ret | SFR 9   | CAT 4 | VAL 3   |         |         |       |       |       |     |         |       |         |       |     |     |     |     |       |         |     | 2.º  | 1344   |
| 1988 | Jolly Club          | Lancia Delta HF 4WD     | CAT Ret | SMO 2   | ARO 2   | CAJ 2   | LLA   | CAN 1   | PDA Ret | SFR 1   | ECI Ret | VAL 1 |         |         |         |       |       |       |     |         |       |         |       |     |     |     |     |       |         |     | 4.º  | 1116   |

### Rally Dakar
| Año     | Categoría | Vehículo      | Posición | Etapas |
| ------- | --------- | ------------- | -------- | ------ |
| 1991    | Coches    | Land Rover    | 17.º     | -      |
| 1992    | Coches    | Lada Samara   | 8.º      | 1      |
| 1993    | Coches    | Lada Samara   | 6.º      | -      |
| 1994    | Coches    | Lancia        | Ret.     | -      |
| 1995    | Coches    | Citroen       | 15.º     | 1      |
| 1996    | Coches    | Citroen       | 5.º      | -      |
| 1997    | Coches    | Nissan        | 6.º      | -      |
| 1998    | Coches    | Nissan        | 19.º     | -      |
| 1999    | Coches    | Nissan        | 10.º     | 1      |
| 2000    | Coches    | Toyota        | 24.º     | -      |
| 2003    | Camiones  | MAN           | 15.º     | -      |
| 2005    | Coches    | BMW           | 48.º     | -      |
| 2006    | Coches    | BMW           | Ret.     | -      |
| 2009    | Camiones  | Mercedes Benz | Ret.     | -      |
| 2011    | Camiones  | Mercedes Benz | Ret.     | -      |
| Fuente: |           |               |          |        |